# ترموکوپل

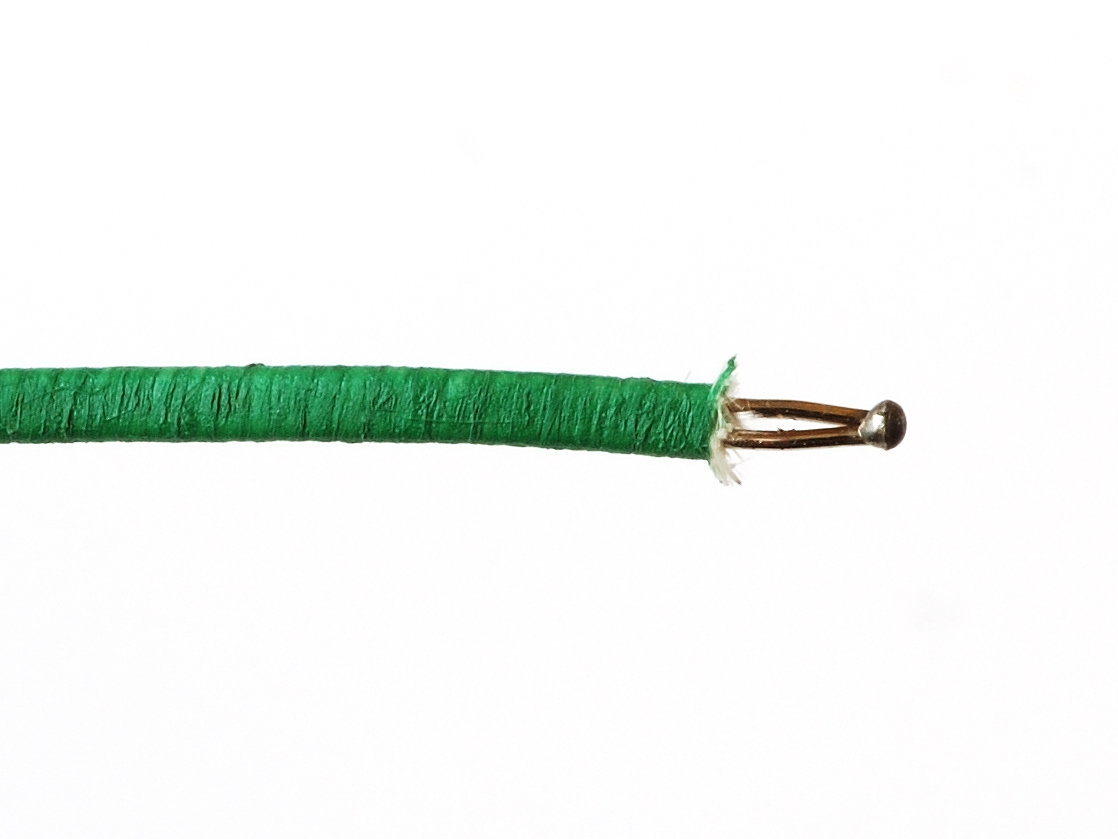
ترموکوپل نوع K

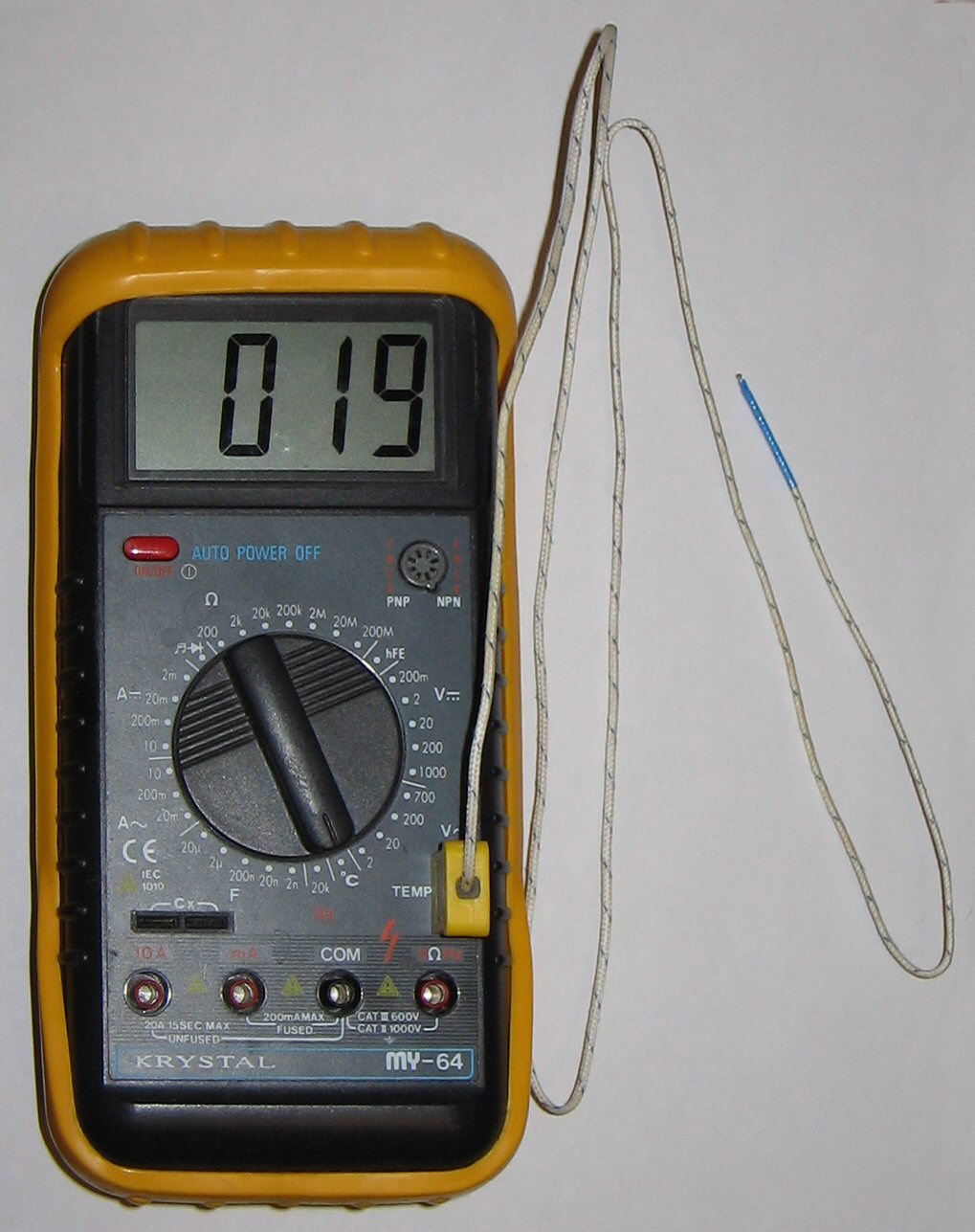
مولتی‌متری که با متصل کردن یک ترموکوپل دمای اتاق را به °C نشان می‌دهد.

گرماجفت یا ترموکوپل (به فرانسوی: Thermocouple) یک حسگر تشخیص دمای گرما-برقی مدار-بسته شامل دو سیم ناهم‌جنس است، که در یک انتها به هم متصل شده‌اند. زمانی‌که دما در یک سمت با دما در سمت دیگر تفاوت داشته باشد یک جریان الکتریکی در مسیر برقرار می‌شود. به این پدیده اثر سیبک (به انگلیسی: Seebeck Effect) گفته می‌شود که اساس کار ترموکوپل‌ها می‌باشد. این حسگر دما پیش از سال ۱۹۹۰ یکی از دماسنج‌های معیار بود. دلیل برکناری آن از دماسنج‌های معیار دقت کمتر آن بود. اما هنوز از این دماسنج در وسایل صنعتی به ویژه سرمایشی و گرمایشی استفاده می‌شود. مزیت این حسگر دما جرم کوچک محل اتصال و تعادل گرمایی سریع (با دستگاهی که دمای آن اندازه‌گیری می‌شود)است.
به یک طرف این اتصال، اتصال گرم و به طرف دیگر آن اتصال سرد گفته می‌شود. سمت گرم داخل یک محفظه محافظ قرار داده شده و در معرض فرایند قرار داده می‌شود.
اگر محل اتصال دو فلز ترموکوپل حرارت داده‌شود، به دلیل اثر ترموالکتریکی در دو سر دیگر آن‌ها که آزاد هستند اختلاف پتانسیلی (ولتاژ) تولید شود. این ولتاژ تابع دما است و با اندازه‌گیری آن، می‌توان دما را اندازه گرفت. به عبارت دیگر کمیت دماسنجی ترموکوپل ولتاژ است.
ترموکوپل یک مبدّل (ترانسدیوسر) خودمُولّد است که از اتصال دو فلز ناهم جنس تشکیل شده است. اتصال سرد بایستی در دمای مرجع قرار داده شود. به عنوان مثال، اتصال مرجع را بایستی در ظرف حاوی یخ در حال ذوب شدن قرار داد. سمت دیگر ترموکوپل بایستی به جسمی که می‌خواهیم دمای آن را اندازه بگیریم، کاملاً جفت شود.
فلزات ترموکوپلی به‌طور کلی نسبت به قیمت آنها به دو گروه تقسیم می‌شوند؛ ترموکوپل فلز پایه و ترموکوپل فلزات قیمتی. گستره دماسنجی یک ترموکوپل به جنس این فلزات بستگی دارد.
مزیت اصلی ترموکوپل‌ها، محدودهٔ وسیع اندازه‌گیری آن‌هاست که معمولاً از ۱۸۰- تا ۱۸۰۰+ درجه سلسیوس را در برمی گیرد. از معایب ترموکوپل‌ها هم می‌توان به خطی نبودن نسبت دما به ولتاژ در محدوده اندازه‌گیری، دقت متوسط، سرعت کم در پاسخ گویی (در ترموکوپل‌هایی که با محافظ سرامیکی پوشیده شده‌اند این اثر یافت می‌شود) و … اشاره نمود.

## عملکرد
طبق اثر سیبک، ولتاژ اندازه‌گیری شده در اتصال سرد، متناسب با اختلاف دما بین اتصال گرم و اتصال سرد می‌باشد. به این ولتاژ ولتاژ سیبک، ولتاژ ترموالکتریک یا EMF ترموالکتریکی گفته می‌شود. با افزایش دما، ولتاژ اندازه‌گیری شده در اتصال سرد با رابطه ای غیر-خطی افزایش می‌یابد. میزان خطی بودن رابطه دما-ولتاژ به ترکیب فلزهای انتخاب شده برای ساخت ترموکوپل وابسته است.
برای محاسبه اختلاف ولتاژ بین اتصال سرد و اتصال گرم نیاز به دانستن دمای اتصال سرد داریم. در نتیجه دمای اتصال سرد باید مشخص باشد. به این فرایند «جبران اتصال سرد» (به انگلیسی: Cold Junction Compensation) گفته می‌شود. این کار معمولاً توسط ترنسمیتر انجام می‌شود. انجام دقیق جبران اتصال سرد در تعیین دقیق دما امری حیاتی است. صحت انجام اینکار به دو عامل وابسته است: دقت محاسبه دمای نقطه مرجع و میزان نزدیک بودن محل دمای مرجع به اتصال سرد. بسیاری از ترنسمیترها از یک بلوک دما-ثابت (که معمولاً از مس ساخته می‌شود) به همراه یک ترمیستور داخلی، یا RTD یا یک مدار ترانزیستوری برای محاسبه دمای بلوک استفاده می‌کنند.

## انواع
ترموکوپل‌ها دارای انواع مختلفی (تیپ‌ها) برای اندازه‌گیری دما هستند. به‌طور مثال انواع R - S - B با قابلیت اندازه‌گیری دما در محدوده ۲۰۰- الی ۱۸۰۰ و انواع L - K- J با قابلیت اندازه‌گیری دما در محدوده ۱۸۰- الی ۱۰۰۰ درجه سلسیوس بکار می‌روند.
ولتاژ تولید شده دو سر انتهای ترموکوپل، در حد میلی‌ولت، و رفتار الکتریکی ترموکوپل، بسته به آلیاژ آن، تابع جداول استانداردی است که تقریباً در هر نوع، یکسان است. یکی از انواع معمول آن، آلیاژ کروم و نیکل (نیکروم) است. معمولاً برای جلوگیری از آسیب دیدن ترموکوپل آن را درون محفظهٔ فلزی یا سرامیکی قرار می‌دهند. روش اتصال (جوشکاری) دو سر ترموکوپل تابع ضوابط خاصی است به‌طوری که نباید هنگام جوشکاری فلز یا چیز دیگری در فرایند جوش دخالت نماید در غیر این‌صورت رفتار ترموکوپل، رفتار استاندارد تعریف شده در جداول مربوطه نخواهد بود.

## کاربردها

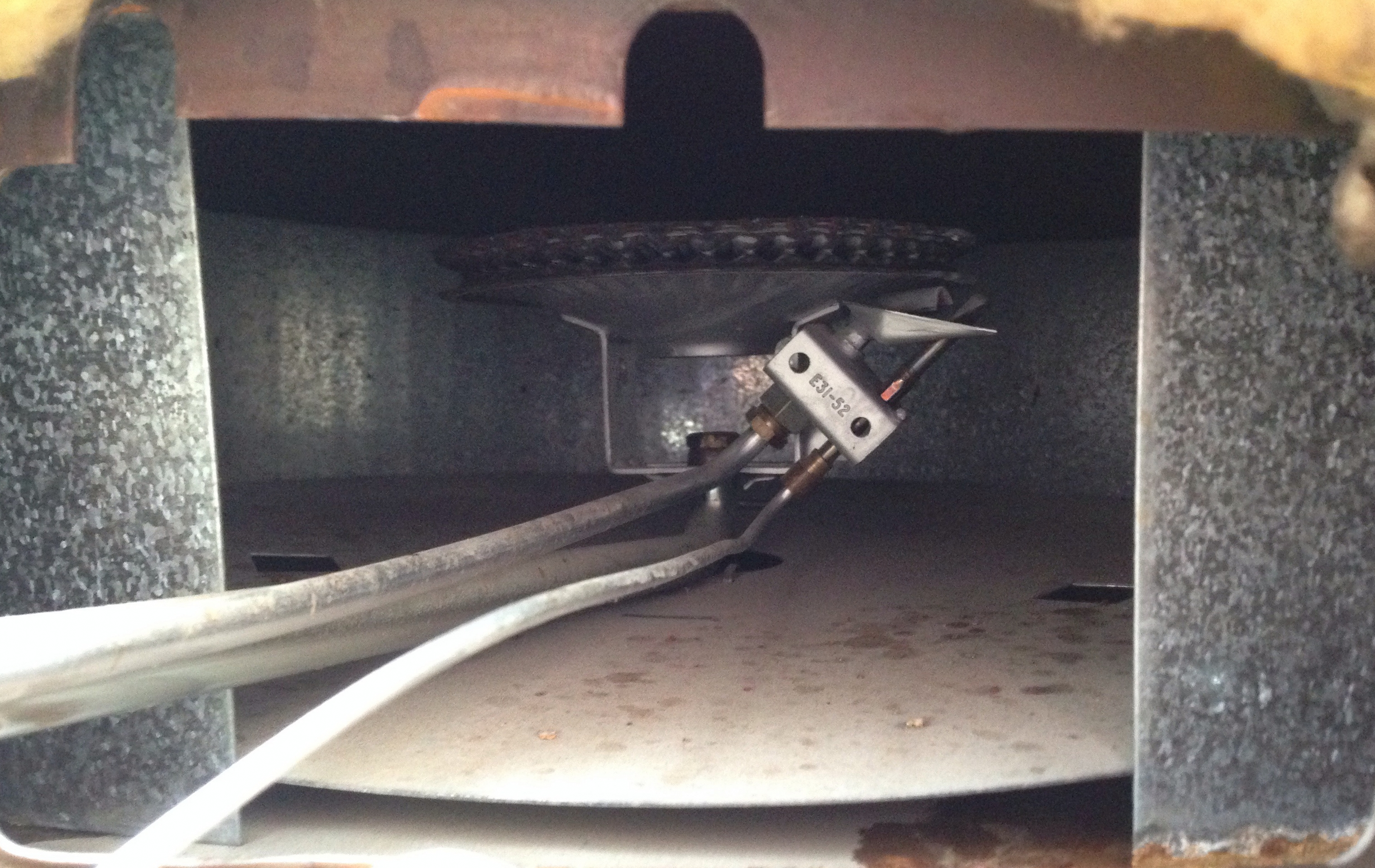
استفاده از ترموکوپل در یک آبگرمکن

ترموکوپل‌ها در صنعت دارای کاربردهای بسیاری هستند. از جمله مهم‌ترین کاربردها در صنایع تولید لوازم گرمازا است؛ مثلاً از ترموکوپل برای ایمنی تجهیزات گازسوز وقتی شعله گاز به دلایلی (از جمله باد) خاموش می‌گردد و برای قطع‌کردن گاز استفاده می‌شود. همچنین از ترموکوپل‌های صنعتی می‌توان در کوره‌های برقی و حرارتی، اکسترودرها، مصارف پزشکی، صنایع نفت، گاز، پالایش و پتروشیمی به شکل گسترده‌ای استفاده کرد.

## پر مصرف ترین ها
ترموکوپل‌های ساخته‌شده از پلاتین و رودیم و همچنین نوع نیکل-کروم، از جمله پرکاربردترین ترموکوپل‌ها در عرصه صنعتی به شمار می‌آیند. این سنسورها به طور ویژه برای سنجش دما در داخل کوره‌ها طراحی شده‌اند. به منظور اندازه‌گیری دمای مذاب آلومینیوم، معمولاً از ترموکوپل‌هایی که دارای غلاف ساخته‌شده از سیلیکون کاربید یا سیلیکون نایرید هستند، استفاده می‌شود. این ترکیبات غلافی باعث افزایش مقاومت و قابلیت اطمینان در شرایط حرارتی بالا می‌شوند. 

## مقایسه انواع ترموکوپل‌ها
| نوع | محدوده دما C° (پیوسته) | محدوده دما C° (کوتاه مدت) | تلورانس کلاس یک (C°)                                      | تلورانس کلاس دو (C°)                        | کد رنگ IECتت | کد رنگ BS | کد رنگ ANSI |
| --- | ---------------------- | ------------------------- | --------------------------------------------------------- | ------------------------------------------- | ------------ | --------- | ----------- |
| K   | ۰ تا +۱۱۰۰             | −۱۸۰ تا +۱۳۰۰             | ±۱٫۵ بین −۴۰ و ۳۷۵ ±۰٫۰۰۴×T بین ۳۷۵ و ۱۰۰۰                | ±۲٫۵ بین −۴۰ و ۳۳۳ ±۰٫۰۰۷۵×T بین ۳۳۳ و ۱۲۰۰ |              |           |             |
| J   | ۰ تا +۷۵۰              | −۱۸۰ تا +۸۰۰              | ±۱٫۵ بین −۴۰ و ۳۷۵ ±۰٫۰۰۴×T بین ۳۷۵ و ۷۵۰                 | ±۲٫۵ بین −۴۰ و ۳۳۳ ±۰٫۰۰۷۵×T بین ۳۳۳ و ۷۵۰  |              |           |             |
| N   | ۰ تا +۱۱۰۰             | −۲۷۰ تا +۱۳۰۰             | ±۱٫۵ بین −۴۰ و ۳۷۵ ±۰٫۰۰۴×T بین ۳۷۵ و ۱۰۰۰                | ±۲٫۵ بین −۴۰ و ۳۳۳ ±۰٫۰۰۷۵×T بین ۳۳۳ و ۱۲۰۰ |              |           |             |
| R   | ۰ تا +۱۶۰۰             | −۵۰ تا +۱۷۰۰              | ±۱٫۰ بین ۰ و ۱۱۰۰ ±[۱ + ۰٫۰۰۳×(T − ۱۱۰۰)] بین ۱۱۰۰ و ۱۶۰۰ | ±۱٫۵ بین ۰ و ۶۰۰ ±۰٫۰۰۲۵×T بین ۶۰۰ و ۱۶۰۰   |              |           | تعریف نشده. |
| S   | ۰ تا ۱۶۰۰              | −۵۰ تا +۱۷۵۰              | ±۱٫۰ بین ۰ و ۱۱۰۰ ±[۱ + ۰٫۰۰۳×(T − ۱۱۰۰)] بین ۱۱۰۰ و ۱۶۰۰ | ±۱٫۵ بین ۰ و ۶۰۰ ±۰٫۰۰۲۵×T بین ۶۰۰ و ۱۶۰۰   |              |           | تعریف نشده. |
| T   | −۱۸۵ تا +۳۰۰           | −۲۵۰ تا +۴۰۰              | ±۰٫۵ بین −۴۰ و ۱۲۵ ±۰٫۰۰۴×T بین ۱۲۵ و ۳۵۰                 | ±۱٫۰ بین −۴۰ و ۱۳۳ ±۰٫۰۰۷۵×T بین ۱۳۳ و ۳۵۰  |              |           |             |
| E   | ۰ تا +۸۰۰              | −۴۰ تا +۹۰۰               | ±۱٫۵ بین −۴۰ و ۳۷۵ ±۰٫۰۰۴×T بین ۳۷۵ و ۸۰۰                 | ±۲٫۵ بین −۴۰ و ۳۳۳ ±۰٫۰۰۷۵×T بین ۳۳۳ و ۹۰۰  |              |           |             |